# Christine Lemler
 (octobre 2014).
Si vous disposez d'ouvrages ou d'articles de référence ou si vous connaissez des sites web de qualité traitant du thème abordé ici, merci de compléter l'article en donnant les références utiles à sa vérifiabilité et en les liant à la section « Notes et références ».
Christine Lemler, née Christine Lemaitre-Leroux le 14 janvier 1968 à Dieppe, est une comédienne française,.

## Biographie
Après avoir commencé par être coiffeuse (elle a un CAP coiffure) tout en suivant des cours au Conservatoire et participé à plusieurs publicités, elle commence sa carrière en 1988 avec le tournage d’un téléfilm pour France 3, Paris Mirage, puis elle joue aux côtés de Pierre Mondy, Elie Semoun et Franck Dubosc dans « Édouard et ses filles », et de Brigitte Fossey dans d’autres téléfilms.
En 1990, on l'aperçoit dans le clip de Michel Sardou, Marie-Jeanne.
En 1993, après une petite apparition dans la saga de France 2, Le Château des oliviers, nous la retrouvons dans la série télévisée Classe mannequin aux côtés de la comédienne Vanessa Demouy, où elle interprète le rôle de Marion, une jeune fille passionnée de mode.
Outre la télévision, Christine Lemler se montre au cinéma en 1990, dans la comédie de Claude Zidi nommé Promotion canapé et en 1995 aux côtés de Thierry Lhermitte, Miou-Miou ou encore Michel Boujenah dans Ma femme me quitte. Cette même année, elle monta également sur les planches pour jouer dans Dom Juan.
Elle apparaît pour la première fois dans la série Sous le soleil en 1997 dans l'épisode 26 de la saison 2 "Oui ou non" dans le rôle de Valentine. Elle tiendra ce rôle jusqu'en 2008, date à laquelle la série a pris fin, puis dans sa suite intitulée Sous le soleil de Saint-Tropez dont uniquement 2 saisons ont été diffusées entre 2013 et 2014.
En 2004, elle tourne une publicité pour les chocolats Kinder.
Après 17 ans de vie commune son compagnon est décédé en 2024.
En 2019 elle retrouva son ancienne partenaire, Vanessa Demouy, de la série à succès Classe mannequin diffusée sur M6 entre 1993 et 1994 dans Demain nous appartient sur TF1.

## Filmographie

### Télévision
- 1988 : Paris mirage
- 1989 : En cas de bonheur : Malika
- 1990 : Édouard et ses filles : Agathe
- 1992 : Premiers Baisers : Marianne
- 1993 : Le Château des oliviers
- 1993-1994 : Classe mannequin : Marion
- 1997-2008 : Sous le soleil : Valentine
- 2006 : Sœur Thérèse.com (1 épisode)
- 2006 : Mademoiselle Joubert (1 épisode)
- 2007 : Paris, enquêtes criminelles (1 épisode)
- 2007 : Diane, femme flic (épisode Jalousie)
- 2009 : Plus belle la vie : Michelle Bonny (30 épisodes)
- 2009 : R.I.S Police scientifique (1 épisode)
- 2011 : Section de recherches (épisode La Rançon du succès)
- 2013-2014 : Sous le soleil de Saint-Tropez (saisons 1 et 2) : Valentine
- 2019 : Demain nous appartient : Natalia Verrier (épisodes 446-467)
- 2019 : Caïn : Florence Orsini (épisode 4 saison 7)
- 2019 : Tandem : Hannah Marens (épisode 9 saison 3)

### Cinéma
- 1990 : Promotion canapé

## Doublage

### Cinéma

#### Films
- 2021 : The King's Man : Première Mission : ? (?)
- 2021 : Il Divin Codino : L'art du but par Roberto Baggio : ? (?)
- 2023 : King's Land : ? (?)
- 2024 : SOS Fantômes : La Menace de glace : ? (?)
- 2024 : Les Nouveaux (en) : ? (?)
- 2024 : Menace en eaux profondes (en) : ? (?)

#### Films d'animation
- 2023 : Spider-Man : Across the Spider-Verse : voix additionnelles
- 2023 : Le Grand Magasin : voix additionnelles

### Télévision

#### Séries télévisées
- 2010 : Undercovers : Anna (Nancy Wetzel) (9 épisodes)
- 2011 : Mad Dogs : Lottie (Eloise Joseph) (3 épisodes)
- 2012-2013 : Supernatural : Amelia Richardson (Liane Balaban) (7 épisodes)
- 2014 : Believe : Lila Leeds (Katie McClellan) (9 épisodes)
- 2015-2018 : Code Black : l'infirmière Risa Park (Angela Relucio) (38 épisodes)
- depuis 2020 : Outer Banks : Anna Carrera (Samantha Soule)
- 2021 : The Equalizer : l'inspecteur Paley (Erica Camarano)
- 2021 : American Horror Stories : la professeur (Kari Lee Cartwright) (saison 1, épisode 1) et Gladys (Celia Finkelstein) (saison 1, épisode 2)
- 2022 : Inventing Anna : ? (?) (mini-série)
- 2022 : Périphériques, les mondes de Flynne : ? (?)
- 2022 : So Help Me Todd (en) : ? (?)
- 2023 : La Petite Fille sous la neige : ? (?) (mini-série)
- 2023 : How I Met Your Father : Megan (Jessica St. Clair) (saison 2, épisode 3)
- 2023 : Dreaming Whilst Black (en) : la professeure [Qui ?] (épisode 5)
- 2023 : Los Farad (es) : ? (?)
- 2023 : Ma vie avec les Walter Boys : Mme Eames [Qui ?]
- 2025 : Cassandra : ? (?)
- 2025 : Paradis City : ? (?)

## Théâtre
- 1994 : Une fille entre nous d'Éric Assous, mise en scène de Bernard Menez, Théâtre Fontaine
- 2014:  Ma belle-mère, mon ex et moi de Erwin Zirmi, mise en scène de Luq Hamett, au côté de Frank Lebœuf, Katia Tchenko et Nicolas Vitiello
- 2014: Revenir un jour de Franck Le Hen, mise en scène d'Olivier Macé, au côté de Franck Le Hen, Edouard Collin, Rodolphe Sand et David Tournay
- 2017 : Ma belle-mère et moi, 9 mois après, mise en scène de Nicolas Vitiello, Comédie Caumartin
- 2019 : L'Art'nacoeur de Nicolas Vitiello, mise en scène de Nicolas Vitiello et Frank Leboeuf, tournée
- 2021 : Drôle de campagne de Nicolas Vitiello, mise en scène Nicolas Vitiello et Frank Lebœuf, tournée
- 2025 : Et si on en parlait ? d'Astrid Veillon, mise en scène Anne Bourgeois, en tournée et théâtre Tête d'Or